# St. Donatus (Iowa)
St. Donatus – miasto w Stanach Zjednoczonych, w stanie Iowa, w hrabstwie Jackson. W 2000 roku liczyło 140 mieszkańców.